# Cycloglypha
Cycloglypha là một chi bướm ngày thuộc họ Bướm nâu.